# Library of Congress Gershwin Prize for Popular Song

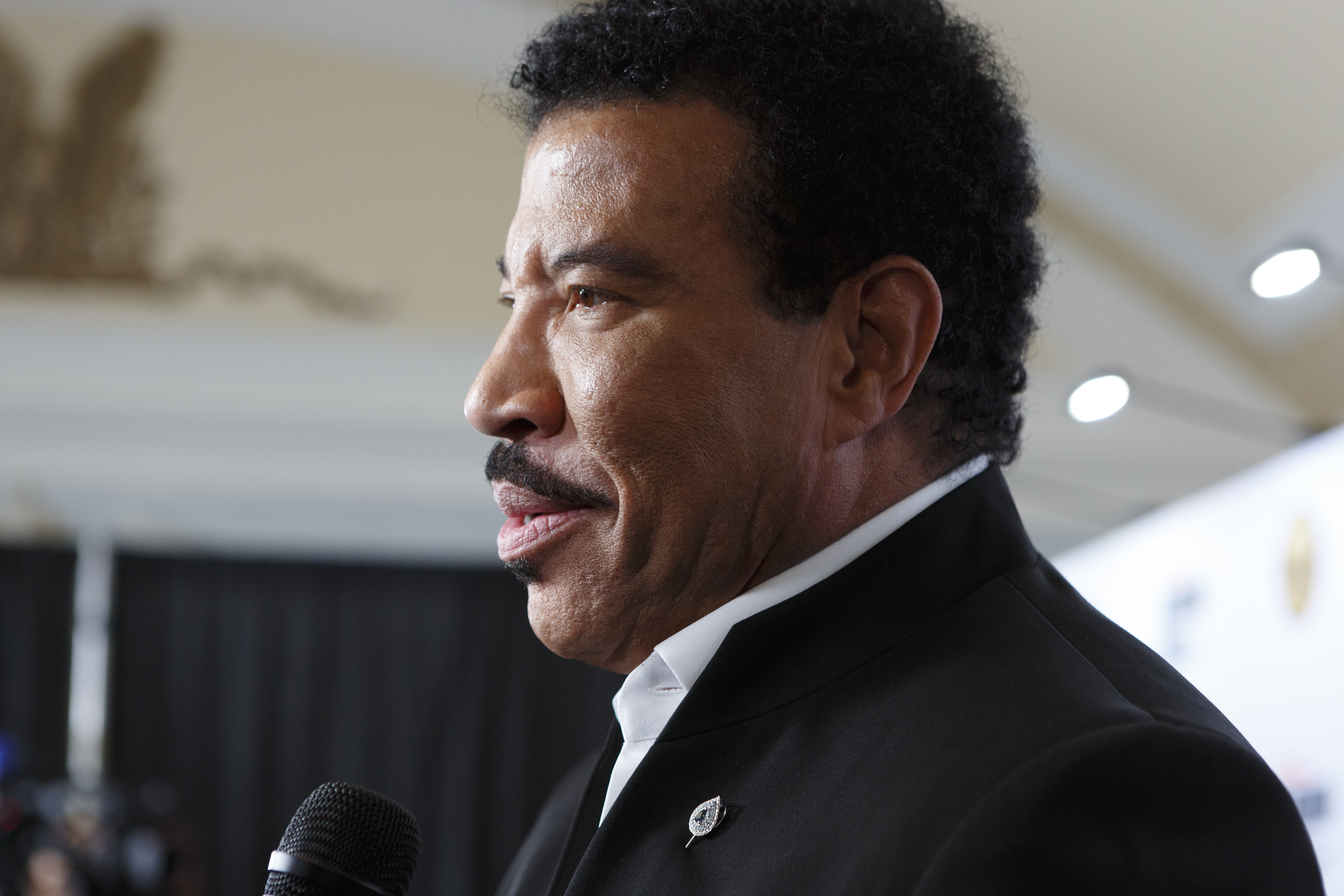
Lionel Richie, der Preisträger des Jahres 2022

Der Library of Congress Gershwin Prize for Popular Song (oft auch nur Gershwin Prize genannt) ist ein Musikpreis, der seit 2007 von der Library of Congress vergeben wird. 
Er ist benannt nach George und Ira Gershwin. Die Preisträger erhalten eine Goldmedaille, die der 1985 an die Brüder Gershwin vergebenen Congressional Gold Medal nachempfunden ist. 
Ausgezeichnet werden Personen für ihr Lebenswerk als Musiker oder Komponisten im Bereich der populären Musik. Die Jury besteht aus dem Fachpersonal der Bibliothek, früheren Preisträgern sowie eingeladenen Musikexperten. Mit den Preisträgern wird jeweils ein All-Star-Konzert veranstaltet und aufgezeichnet.

## Preisträger
- 2007: Paul Simon
- 2009: Stevie Wonder
- 2010: Paul McCartney
- 2012: Burt Bacharach, Hal David
- 2013: Carole King
- 2014: Billy Joel
- 2015: Willie Nelson
- 2016: Smokey Robinson
- 2017: Tony Bennett
- 2019: Emilio und Gloria Estefan
- 2020: Garth Brooks
- 2022: Lionel Richie
- 2023: Joni Mitchell
- 2024: Elton John, Bernie Taupin